# Peach Girl
Peach Girl (ピーチガール?, Pīchi Gāru) è un famoso manga shōjo giapponese, creato da Miwa Ueda. È stato pubblicato in Giappone da Kōdansha in Bessatsu Friend dal 1997 al 2003 e consta di 18 tankōbon, pubblicati dal 13 gennaio 1998 al 13 febbraio 2004. In America è stato pubblicato dalla Tokyopop, dove è stato diviso in due parti. La serie è stata adattata in un anime e anche in un film dal vivo prodotto a Taiwan. La serie animata conta 25 puntate. Ueda ha anche pubblicato un continuo della storia dove Sae è la protagonista.

## Trama
La storia è incentrata su Momo Adachi, una giovane che viene ignorata dalle altre ragazze della scuola perché la prima settimana di scuola è stata male e non è riuscita a stringere nuove amicizie. Riesce a fare amicizia con un'unica ragazza chiamata Sae che durante la serie la copierà in tutto e cercherà di farla rimanere da sola a causa della sua gelosia. Adachi è innamorata di un ragazzo, Tōji, che ricambia il suo affetto fin dalle medie. La narrazione prosegue con Sae che in tutti i modi cerca di rendere la vita infelice a Momo, rubandole il ragazzo a qualunque costo. 
A questo trio si aggiungerà Kairi Okayasu, un playboy che ama Momo e che ha conosciuto quando lei l'ha salvato mentre stava annegando perché voleva morire. Dopo alcuni problemi Momo riuscirà a far amicizia con tutti i suoi compagni a cui era stato fatto il lavaggio del cervello da Sae, che aveva detto a tutti che Tōji era il suo di fidanzato e che Adachi gli tirava filo, ovvero l'opposto della realtà. Sae riuscirà nel suo intento e Momo e Tōji si lasceranno a causa di un ricatto di Sae verso Tōji. In quel periodo Kairi starà sempre più vicino a Momo e si fidanzeranno. Adachi, però, scoprirà che Kairi ama anche Misao, infermiera della scuola, da quando lei gli faceva da insegnante privata in un momento buio di Kairi. 
Momo le prova tutte per non essere lasciata da Kairi, che non vuole che lei soffre per colpa del suo amore verso Misao anche se ama pure Momo, e alla fine ci riuscirà dicendo che le va bene essere anche la sua nº 2. Kairi segue il consiglio di Adachi, e rivela il suo amore a Misao che ama Ryo, il fratello maggiore di Kairi, ovvero un 'Sae' maschile. Respinto da Misao, Kairi decide di prendere una pausa da Momo per riflettere sui suoi veri sentimenti e parte per un viaggio. Prima di partire fa una promessa a Momo per un appuntamento per partire insieme e andare nel luogo in cui si sono incontrati la prima volta, lei gli dice però che lo aspetterà 5 minuti e se lui non verrà lei rinuncerà per sempre a lui. Kairi scopre di amare Adachi e va all'appuntamento in anticipo, lì incontra suo fratello con Misao. 
Ryo viene aggredito e Misao lo difende, così Kairi accompagna Misao da Ryo all'ospedale. Dice a Momo che ritarderà ma lei avendo visto Kairi che accompagnava Misano, crede che lui ami ancora misao e così parte da sola. Tōji, lasciatosi con Sae, segue Momo e starà con lei durante anche la notte per colpa della tempesta. Kairi riesce a raggiungere Momo, ma lì la vede con Tōji mano per mano. Momo sceglierà Tōji; ma una volta scoperto da Sae, ormai sua vera amica, e da Misao che Kairi era andato da lei a Shiranama e che aveva ritardato per colpa dell'aggressione a Ryo capisce i suoi veri sentimenti e si fidanza con Okayasu con cui passerà il resto della vita.

## Personaggi
Momo Adachi (安達 もも?, Adachi Momo)
Doppiatrice: Saeko Chiba, la protagonista. Pelle scura capelli arancioni, le piace nuotare. Ha molta difficoltà a relazionarsi con gli altri e di questa debolezza ne approfitterà Sae.
Sae Kashiwagi (柏木 さえ?, Kashiwagi Sae)
Doppiatrice: Megumi Nasu, il suo obiettivo è rovinare la vita di Momo. Di bassa statura, capelli scuri a vederla sembra una ragazza innocua. Cerca di rubare il fidanzato "all'amica" e alla fine ci riesce ma soltanto per il gusto di farlo: infatti, come si noterà in seguito nell'anime non prova affetto verso Toji.
Kazuya "Toji" Toujigamori (東寺ヶ森 一矢?, Tōjigamori Kazuya)
Doppiatore: Hidenobu Kiuchi, un giocatore di baseball di cui si innamorerà Momo. Nel corso della serie la lascerà per mettersi con Sae.
Okayasu KairiUn playboy salvato in un annegamento da Momo e inizierà ad amarla quando lei piangerà fra le sue braccia. Questo sentimento verrà ricambiato da Momo, anche se lei lo lascerà per un 'malinteso'.

## Film live action
Nel 2017 è stato realizzato un adattamento live action intitolato Peach Girl